# 천심대
천심대는 평창군 봉평면에 있는 계곡이며 진조리 중부에 위치하고 있다.